# Holmdel
Holmdel ist eine Gemeinde im Bezirk Monmouth County, New Jersey, Vereinigte Staaten.

## Geographie
Holmdel ist durch den Garden State Parkway an das überregionale Straßennetz angebunden. Holmdel liegt circa 45 km Luftlinie von Manhattan in New York City entfernt.

## Geschichte
Holmdel war ursprünglich ein Teil der Gemeinde Raritan (heute Hazlet), der am 23. Februar 1857 zur selbständigen Gemeinde erklärt wurde.

## Wirtschaft und Infrastruktur

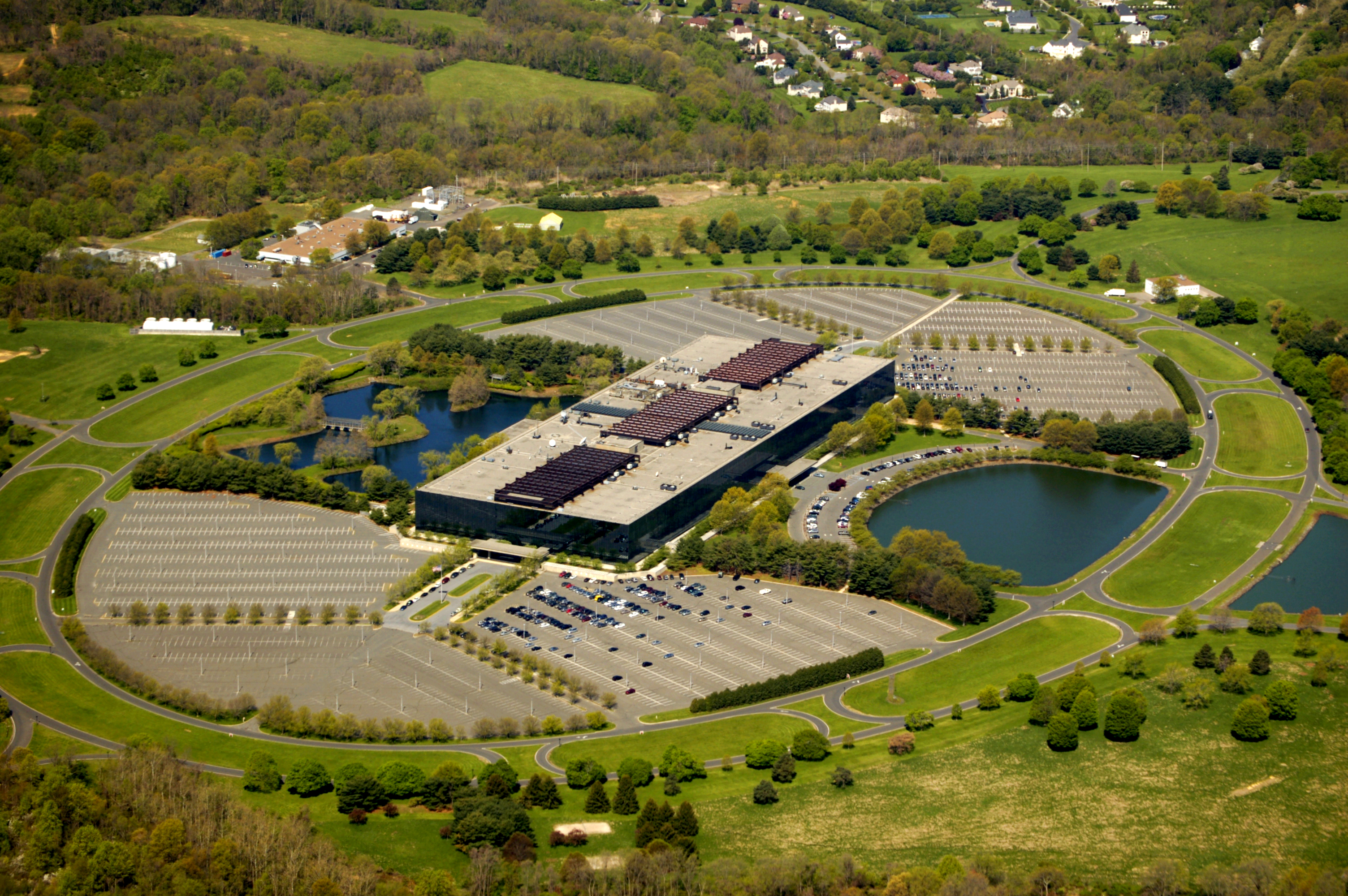
Alcatel-Lucent Gebäudekomplex in Holmdel

Die Bell Laboratories, heute Alcatel-Lucent, haben in Holmdel Forschung betrieben, wo unter anderem 1931 die Radioastronomie durch Karl Guthe Jansky entdeckt worden ist. Alcatel-Lucent hat den Standort Ende 2007 endgültig geschlossen. Seitdem steht der Standort zum Verkauf.
Das PNC Bank Arts Center (zuvor Garden State Arts Center) ist ein 1968 eröffnetes Amphitheater. Dort werden regelmäßig Freiluft-Konzerte durchgeführt. Es liegt neben dem New Jersey Vietnam Veterans Memorial.
Im November 2005 hat der VoIP-Anbieter Vonage Holdings Inc. sein Hauptquartier von Edison, New Jersey, nach Holmdel in das ehemalige Gebäude der Prudential Property Casualty & Insurance verlegt.

## Sehenswürdigkeiten
- Longstreet Farm: Hier wird auf rund 4 Hektar Fläche das bäuerliche Leben um 1890 als belebtes und interaktives Museum dargestellt.[2][3]